# Stefano Maccoppi
Stefano Maccoppi (Milano, 21 aprile 1962) è un allenatore di calcio ed ex calciatore italiano, di ruolo difensore.

## Biografia
Soprannominato Bobo, ha un figlio, Andrea, anch'egli calciatore professionista.

## Caratteristiche tecniche

### Giocatore
Difensore centrale impiegato in marcatura a uomo, per le sue caratteristiche fisiche era abile nel gioco aereo e acrobatico, mentre si trovava a disagio con attaccanti veloci.

## Carriera

### Giocatore
Cresciuto nel settore giovanile del Como, ha iniziato a giocare nella Rhodense nel 1980 in Serie C2 (21 partite). L'anno successivo, in seguito alla promozione della Rhodense, ha esordito in Serie C1 disputando 32 incontri.
Nel 1982 è tornato al Como, allora in Serie B, dove è rimasto fino al 1990, ad eccezione della stagione 1984-1985, trascorsa in prestito alla Sambenedettese.
Ha esordito in Serie A il 15 settembre 1985 contro la Juventus, subentrando al 47º minuto a Guerrini. Nelle sette stagioni passate a Como (3 in Serie B e 4, dal 1985 al 1989, in Serie A) ha disputato 170 partite e realizzato 8 gol.

Maccoppi (a sinistra) in maglia lariana nel 1986, in marcatura sullo juventino Serena.

Nel 1990, dopo la retrocessione in Serie C1, ha lasciato i lariani per passare ad un'altra squadra di Serie B, l'Ancona dove però è rimasto solo fino a novembre, quando si è trasferito al Bari, ritornando in Serie A. Con i galletti disputa una stagione e mezza nella massima serie, utilizzato come rincalzo (24 presenze in tutto).
Nel 1992 ha firmato per il Piacenza, in Serie B. In Emilia conquista subito la promozione in Serie A, la prima della storia della squadra emiliana, come stopper titolare, ruolo che mantiene anche nelle tre stagioni successive (due in A e una in B) nonostante un grave infortunio (frattura della tibia) nel campionato 1994-1995, nel quale si alterna con Stefano Rossini. Nel 1997, dopo un'ulteriore stagione in Serie A, come riserva di Mirko Conte, chiude la carriera con 121 apparizioni ed una rete in campionato con la maglia piacentina.
In totale ha collezionato 203 partite in Serie A (115 con il Como, 24 con il Bari e 64 con il Piacenza), nelle quali ha segnato 7 reti (6 con il Como e una con il Bari), e 158 con 6 gol in Serie B.

### Allenatore
Dopo essersi ritirato dall'attività agonistica, ha iniziato ad allenare. Dal 1997 al 2000 ha guidato le giovanili del Piacenza, e sempre nel 2000 ha firmato per il Fiorenzuola, in Serie C2, tornando quindi ad allenare una squadra giovanile, la Primavera della Sampdoria.
Nel 2003 è passato al Palazzolo e nel 2005 è andato ad allenare gli svizzeri del Bellinzona per pochi mesi, da giugno ad ottobre.
È tornato quindi in Italia dove ha svolto il ruolo di allenatore in seconda prima di Della Casa alla Cremonese e poi di Soda sulla panchina dello Spezia. Nel marzo del 2008 è stato assunto come allenatore del La Chaux-de-Fonds.
Nel 2010 ha fatto uno stage di un mese nella Repubblica Democratica del Congo al TP Mazembe, ma non ha trovato l'accordo con la società africana e ha successivamente fatto ritorno in Svizzera, assunto come tecnico dall'Yverdon, che lo esonera nel marzo successivo a seguito dei cattivi risultati ottenuti.
Nell'estate 2011 viene assunto dal Neuchatel Xamax come responsabile del settore giovanile; vi rimane per una stagione, prima di essere ingaggiato come allenatore del Locarno, in Challenge League. Non riconfermato dopo la retrocessione del campionato 2013-2014, viene ingaggiato temporaneamente dal Sion, per affiancare Frédéric Chassot dopo il mancato ingaggio di Claudio Gentile; ad inizio agosto, tuttavia, viene sostituito definitivamente da Jochen Dries.
Nel gennaio 2016 diventa allenatore del Ceahlaul, squadra partecipante al campionato di Liga II romena presieduta dall'italiano Angelo Massone.
Torna ad allenare dopo oltre due anni di assenza nell'aprile 2018, venendo scelto come successore di Fulvio Pea al Pro Piacenza, centrando la salvezza. Terminata la stagione, lascia il club emiliano.
L'11 febbraio 2019, diventa il nuovo allenatore dello Sliema Wanderers, formazione militante nella massima serie maltese.
Nel luglio 2019 firma un contratto con la squadra elvetica del Chiasso, militante nel secondo livello svizzero.
L'8 marzo 2022 assume la guida della squadra bulgara del Carsko Selo, con la squadra all'ultimo posto in massima serie. Nonostante un miglioramento delle prestazioni sotto la sua guida , la squadra non riesce ad evitare la retrocessione.
Dal marzo 2024 è allenatore del Como femminile

## Statistiche

### Statistiche da allenatore
Statistiche aggiornate al 12 maggio 2024. In grassetto le competizioni vinte.
| Stagione                 | Squadra                  | Campionato               | Campionato | Campionato | Campionato | Campionato | Coppe nazionali | Coppe nazionali | Coppe nazionali | Coppe nazionali | Coppe nazionali | Coppe continentali | Coppe continentali | Coppe continentali | Coppe continentali | Coppe continentali | Altre coppe | Altre coppe | Altre coppe | Altre coppe | Altre coppe | Totale | Totale | Totale | Totale | % Vittorie | Piazzamento      |
| Stagione                 | Squadra                  | Comp                     | G          | V          | N          | P          | Comp            | G               | V               | N               | P               | Comp               | G                  | V                  | N                  | P                  | Comp        | G           | V           | N           | P           | G      | V      | N      | P      | %          | Piazzamento      |
| ------------------------ | ------------------------ | ------------------------ | ---------- | ---------- | ---------- | ---------- | --------------- | --------------- | --------------- | --------------- | --------------- | ------------------ | ------------------ | ------------------ | ------------------ | ------------------ | ----------- | ----------- | ----------- | ----------- | ----------- | ------ | ------ | ------ | ------ | ---------- | ---------------- |
| 2000-mar. 2001           | Fiorenzuola              | C2                       | 26         | 5          | 13         | 8          | CI-C            | 4               | 0               | 1               | 3               | -                  | -                  | -                  | -                  | -                  | -           | -           | -           | -           | -           | 30     | 5      | 14     | 11     | 16,67      | Eson.            |
| feb.-mag. 2004           | Palazzolo                | C2                       | 12         | 3          | 1          | 8          | -               | -               | -               | -               | -               | -                  | -                  | -                  | -                  | -                  | -           | -           | -           | -           | -           | 12     | 3      | 1      | 8      | 25,00      | Sub. 18° (retr.) |
| 2004.-feb. 2005          | Palazzolo                | C2                       | 24         | 5          | 11         | 8          | CI-C            | 5               | 1               | 2               | 2               | -                  | -                  | -                  | -                  | -                  | -           | -           | -           | -           | -           | 29     | 6      | 13     | 10     | 20,69      | Eson.            |
| Totale Palazzolo         | Totale Palazzolo         | Totale Palazzolo         | 36         | 8          | 12         | 16         |                 | 5               | 1               | 2               | 2               |                    | -                  | -                  | -                  | -                  |             | -           | -           | -           | -           | 41     | 9      | 14     | 18     | 21,95      |                  |
| lug.-ott. 2005           | Bellinzona               | CL                       | 11         | 1          | 4          | 6          | CS              | 1               | 1               | 0               | 0               | -                  | -                  | -                  | -                  | -                  | -           | -           | -           | -           | -           | 12     | 2      | 4      | 6      | 16,67      | Eson.            |
| apr.-mag. 2008           | La Chaux-de-Fonds        | CL                       | 9          | 2          | 2          | 5          | CS              | -               | -               | -               | -               | -                  | -                  | -                  | -                  | -                  | -           | -           | -           | -           | -           | 9      | 2      | 2      | 5      | 22,22      | Sub. 12°         |
| 2008-2009                | La Chaux-de-Fonds        | CL                       | 30         | 9          | 6          | 15         | CS              | 3               | 2               | 0               | 1               | -                  | -                  | -                  | -                  | -                  | -           | -           | -           | -           | -           | 33     | 11     | 6      | 16     | 33,33      | 12°              |
| Totale La Chaux-de-Fonds | Totale La Chaux-de-Fonds | Totale La Chaux-de-Fonds | 39         | 11         | 8          | 20         |                 | 3               | 2               | 0               | 1               |                    | -                  | -                  | -                  | -                  |             | -           | -           | -           | -           | 42     | 13     | 8      | 21     | 30,95      |                  |
| 2010-mar. 2011           | Yverdon                  | CL                       | 17         | 3          | 1          | 13         | CS              | 2               | 1               | 0               | 1               | -                  | -                  | -                  | -                  | -                  | -           | -           | -           | -           | -           | 19     | 4      | 1      | 14     | 21,05      | Eson.            |
| 2012-2013                | Locarno                  | CL                       | 36         | 5          | 9          | 22         | CS              | 3               | 1               | 1               | 1               | -                  | -                  | -                  | -                  | -                  | -           | -           | -           | -           | -           | 39     | 6      | 10     | 23     | 15,38      | 10° (retr.)      |
| 2013-2014                | Locarno                  | CL                       | 36         | 5          | 11         | 20         | CS              | 2               | 1               | 0               | 1               | -                  | -                  | -                  | -                  | -                  | -           | -           | -           | -           | -           | 38     | 6      | 11     | 21     | 15,79      | 10° (retr.)      |
| Totale Locarno           | Totale Locarno           | Totale Locarno           | 72         | 10         | 20         | 42         |                 | 5               | 2               | 1               | 2               |                    | -                  | -                  | -                  | -                  |             | -           | -           | -           | -           | 77     | 12     | 21     | 44     | 15,58      |                  |
| gen.-apr. 2016           | Ceahlăul                 | LII                      | 8+2        | 1+0        | 3+0        | 4+2        | CR              | -               | -               | -               | -               | -                  | -                  | -                  | -                  | -                  | -           | -           | -           | -           | -           | 10     | 1      | 3      | 6      | 10,00      | Sub. Dimis.      |
| apr.-mag. 2018           | Pro Piacenza             | C                        | 3          | 2          | 0          | 1          | CI+CI-C         | -               | -               | -               | -               | -                  | -                  | -                  | -                  | -                  | -           | -           | -           | -           | -           | 3      | 2      | 0      | 1      | 66,67      | Sub. 14°         |
| feb.-giu. 2019           | Sliema Wanderers         | PL                       | 9          | 5          | 2          | 2          | CM              | -               | -               | -               | -               | -                  | -                  | -                  | -                  | -                  | -           | -           | -           | -           | -           | 9      | 5      | 2      | 2      | 55,56      | Sub. 5°          |
| lug.-ago. 2019           | Chiasso                  | CL                       | 6          | 1          | 1          | 4          | CS              | 1               | 0               | 0               | 1               | -                  | -                  | -                  | -                  | -                  | -           | -           | -           | -           | -           | 7      | 1      | 1      | 5      | 14,29      | Eson.            |
| giu.-lug. 2020           | Stade Lausanne-Ouchy     | CL                       | 13         | 3          | 5          | 5          | CS              | -               | -               | -               | -               | -                  | -                  | -                  | -                  | -                  | -           | -           | -           | -           | -           | 13     | 3      | 5      | 5      | 23,08      | Sub. 7°          |
| mar.-mag. 2022           | Carsko Selo              | A-PFG                    | 10         | 3          | 6          | 1          | CB              | -               | -               | -               | -               | -                  | -                  | -                  | -                  | -                  | -           | -           | -           | -           |             | 10     | 3      | 6      | 1      | 30,00      | Sub. 14° (retr.) |
| gen.-mar. 2023           | Bellinzona               | CL                       | 8          | 0          | 2          | 6          | CS              | -               | -               | -               | -               | -                  | -                  | -                  | -                  | -                  | -           | -           | -           | -           | -           | 8      | 0      | 2      | 6      | &0,00      | Sub. Eson.       |
| Totale Bellinzona        | Totale Bellinzona        | Totale Bellinzona        | 19         | 1          | 6          | 12         |                 | 1               | 1               | 0               | 0               |                    | -                  | -                  | -                  | -                  |             | -           | -           | -           | -           | 20     | 2      | 6      | 12     | 10,00      |                  |
| Totale carriera          | Totale carriera          | Totale carriera          | 260        | 53         | 77         | 130        |                 | 21              | 7               | 4               | 10              |                    | -                  | -                  | -                  | -                  |             | -           | -           | -           | -           | 281    | 60     | 81     | 140    | 21,35      |                  |

## Palmarès

### Giocatore

#### Club
- Campionato italiano Serie C2: 1

Rhodense: 1980-1981 (girone A)
- Campionato italiano di Serie B: 1

Piacenza: 1994-1995